# Laura Moreira
Laura Moreira (* 10. Januar 2000) ist eine kubanische Leichtathletin, die sich auf den Sprint spezialisiert hat.

## Sportliche Laufbahn
Erstmals Erfahrungen bei internationalen Meisterschaften sammelte Laura Moreira im Jahr 2022, als sie bei den NACAC-Meisterschaften in Freeport mit 11,87 s in der Vorrunde über 100 Meter aus und belegte mit der kubanischen 4-mal-100-Meter-Staffel in 44,46 s den fünften Platz. Im Jahr darauf siegte sie mit der Staffel in 43,17 s bei den Zentralamerika- und Karibikspielen in San Salvador und schied dann bei den Weltmeisterschaften in Budapest mit 43,17 s im Vorlauf aus. Im November siegte sie mit der Staffel in 43,72 s gemeinsam mit Enis Pérez, Yarima García und Yunisleydis García bei den Panamerikanischen Spielen in Santiago de Chile. 

## Persönliche Bestzeiten
- 100 Meter: 11,40 s (+0,7 m/s), 6. März 2020 in Camagüey
- 200 Meter: 24,19 s (+0,6 m/s), 10. Juni 2022 in Havanna